# Kreis Teterow

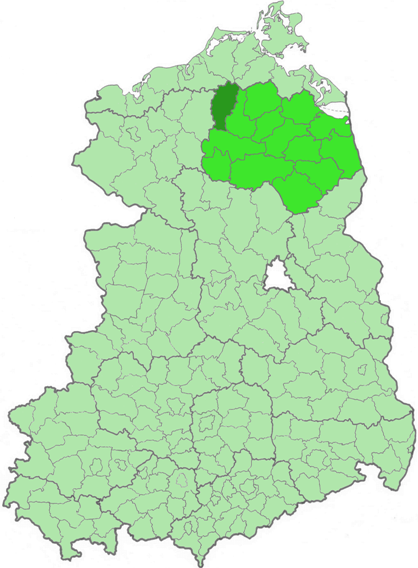
Lage des Kreises Teterow im Bezirk Neubrandenburg

Der Kreis Teterow war ein Kreis im Nordwesten des Bezirkes Neubrandenburg in der DDR. Ab dem 17. Mai 1990 bestand er als Landkreis Teterow fort. Sein Gebiet gehört heute zum Landkreis Rostock in Mecklenburg-Vorpommern. Der Sitz der Kreisverwaltung befand sich in Teterow.

## Geografie

### Fläche und Einwohner
Die Fläche des Kreises Teterow betrug 675 km². Das entsprach 6,2 % der Fläche des Bezirks Neubrandenburg.
Die Einwohneranzahl betrug im Jahr 1985 etwa 32.000. Das waren 5,2 % der Einwohner des Bezirks. Die Bevölkerungsdichte belief sich auf 47 Einwohner je km².

### Nachbarkreise
Der Kreis Teterow grenzte im Westen an den Kreis Güstrow, im Süden an den Kreis Waren, im Osten an den Kreis Malchin sowie im Norden an die Kreise Grimmen, Ribnitz-Damgarten und Rostock-Land.

## Geschichte
Der mecklenburgische Kreis Teterow entstand bei der Verwaltungsreform von 1952 am 25. Juli 1952 aus dem Ostteil des ehemaligen Landkreises Güstrow, dem Nordteil des Landkreises Waren und dem Westteil des ehemaligen Landkreises Malchin, zu dem damals auch die Stadt Teterow gehörte. Am 1. Januar 1957 wechselte die Gemeinde Klein Luckow aus dem Kreis Teterow in den Kreis Waren und wurde dort nach Vollrathsruhe eingemeindet. Am 1. Januar 1958 wechselten außerdem die beiden Gemeinden Selpin und Wesselstorf in den Kreis Rostock-Land im Bezirk Rostock.
Der Kreis kam am 3. Oktober 1990 in das neu gegründete Land Mecklenburg-Vorpommern innerhalb des Beitrittsgebietes zur Bundesrepublik Deutschland. Am 12. Juni 1994 wurde der Kreis (seit dem 17. Mai 1990 als Landkreis bezeichnet) aufgelöst und zusammen mit dem Landkreis Güstrow und dem Landkreis Bützow (außer dem Amt Schwaan, das an den Landkreis Bad Doberan fiel) im neuen Landkreis Güstrow vereinigt, der bis 2011 Bestand hatte. Vorsitzender des Rates des Kreises war bis 1989/90 Walter Hille (SED). Vom Mai bis Dezember 1990 war Elisabeth Grochtmann (CDU) Landrätin, ihr folgte als Landrat bis 1994 Christian Zöllner (CDU), der zuvor u. a. Geschäftsführer des Schleswig-Holstein Musik Festivals war.

## Städte und Gemeinden
Der Landkreis Teterow hatte am 25. Juli 1952 78 Gemeinden, davon zwei Städte:
| ehemaliger Kreis Güstrow: - Amalienhof - Bartelshagen - Belitz - Dalkendorf - Gottin - Groß Ridsenow - Groß Roge - Groß Wokern - Matgendorf - Neu Heinde - Nienhagen bei Groß Wokern - Prebberede - Rachow - Rensow - Schwiessel - Tellow - Warnkenhagen - Wotrum ehemaliger Kreis Waren: - Bülow - Großen Luckow - Klein Luckow - Rothenmoor - Ziddorf | ehemaliger Kreis Malchin: - Altkalen - Alt Sührkow - Alt Vorwerk - Appelhagen - Bäbelitz - Behren-Lübchin - Bobbin - Boddin - Bristow - Dalwitz - Damm - Dölitz - Duckwitz - Finkenthal - Friedrichshof - Fürstenhof - Gehmkendorf - Gnoien, Stadt - Gottesgabe - Grambzow - Granzow - Groß Köthel - Groß Lunow - Groß Markow | - Groß Nieköhr - Groß Wüstenfelde - Hohen Mistorf - Jördenstorf - Kämmerich - Klein Lunow - Klein Wüstenfelde - Klenz - Kleverhof - Küsserow, Dorf - Küsserow, Hof - Lelkendorf - Levitzow - Lüchow - Lühburg - Neu Sührkow - Niendorf - Poggelow - Pohnstorf - Remlin - Rey - Samow - Stierow - Sukow - Teschow | - Teterow, Stadt - Thürkow - Todendorf - Viecheln - Vietschow - Walkendorf - Warbelow |

Die Gemeinde Groß Ridsenow wechselte zum 4. Dezember 1952 in den Kreis Güstrow, zum 1. Januar 1958 wurde der Kreis Rostock-Land um einige Gemeinden des Kreises Teterow vergrößert.
Durch Gemeindefusionen wurde die Zahl der Gemeinden kontinuierlich reduziert, so dass am 3. Oktober 1990 folgende 31 Gemeinden in das neu gegründete Land Mecklenburg-Vorpommern übernommen wurden:
| Schlüssel-Nr. | Gemeinde         |             | Schlüssel-Nr.   | Gemeinde |
| 13 0 37 010   | Altkalen         | 13 0 37 210 | Lelkendorf      |          |
| 13 0 37 020   | Alt Sührkow      | 13 0 37 220 | Levitzow        |          |
| 13 0 37 030   | Behren-Lübchin   | 13 0 37 230 | Lühburg         |          |
| 13 0 37 040   | Boddin           | 13 0 37 240 | Matgendorf      |          |
| 13 0 37 050   | Bristow          | 13 0 37 250 | Neu-Heinde      |          |
| 13 0 37 060   | Bülow            | 13 0 37 260 | Poggelow        |          |
| 13 0 37 070   | Dalkendorf       | 13 0 37 270 | Prebberede      |          |
| 13 0 37 090   | Finkenthal       | 13 0 37 290 | Remlin          |          |
| 13 0 37 100   | Gnoien, Stadt    | 13 0 37 300 | Dahmen          |          |
| 13 0 37 130   | Groß Nieköhr     | 13 0 37 310 | Sukow-Marienhof |          |
| 13 0 37 140   | Groß Roge        | 13 0 37 320 | Teterow, Stadt  |          |
| 13 0 37 150   | Groß Wokern      | 13 0 37 330 | Thürkow         |          |
| 13 0 37 160   | Groß Wüstenfelde | 13 0 37 340 | Walkendorf      |          |
| 13 0 37 170   | Hohen Demzin     | 13 0 37 350 | Warnkenhagen    |          |
| 13 0 37 180   | Jördenstorf      | 13 0 37 360 | Wasdow          |          |
| 13 0 37 200   | Kleverhof        |             |                 |          |

Eingemeindungen zwischen 1952 und 1994
- Appelhagen, am 1. Januar 1960 zu Dalkendorf
- Duckwitz, am 1. Januar 1974 zu Behren-Lübchin
- Groß Köthel, am 1. Januar 1974 zu Hohen Demzin
- Großen Luckow, am 1. Januar 1974 zu Dahmen
- Klein Luckow, am 1. Januar 1957 zu Vollrathsruhe
- Klenz, am 1. Januar 1969 zu Jördenstorf
- Rachow, am 1. Januar 1974 zu Groß Roge
- Rothenmoor, am 1. Januar 1974 zu Dahmen
- Schwiessel, am 1. Januar 1960 zu Neu Heinde
- Selpin, am 1. Januar 1958 zum Kreis Rostock-Land
- Wesselstorf, am 1. Januar 1958 zum Kreis Rostock-Land
- Ziddorf, am 1. Januar 1970 zu Bülow

## Kfz-Kennzeichen
Kraftfahrzeugen (mit Ausnahme der Motorräder) und Anhängern wurden zunächst zweibuchstabige Unterscheidungszeichen, die entweder mit CA oder mit CG begannen, zugewiesen und von etwa 1974 bis Ende 1990 dreibuchstabige Unterscheidungszeichen, die mit dem Buchstabenpaar CP begannen. Die letzte für Motorräder genutzte Kennzeichenserie war CU 45-01 bis CU 65-00.
Anfang 1991 erhielt der Landkreis das Unterscheidungszeichen TET. Es wurde bis zum 11. Juni 1994 ausgegeben. Seit dem 18. März 2013 ist es durch die Kennzeichenliberalisierung im Landkreis Rostock erhältlich.